# Phare Amédée
Der Phare Amédée ist ein Leuchtturm (französisch Phare) im französischen Überseegebiet Neukaledonien.

## Geschichte
Der Phare Amédée ist der erste französische Leuchtturm, der aus Metall gebaut worden ist. Fehlender Baustoff am Bestimmungsort und eine gewollte Vorproduktion in Frankreich führten zu dieser Entscheidung. Der Turm wurde von Léonce Reynaud entworfen und 1862 in einer viermonatigen Bauzeit vom Betrieb des François Rigolet errichtet. Das Material entstand im Puddelverfahren. Von Juli 1862 bis Juni 1864 stand der 56 m hohe Turm zur Erprobung der Standfestigkeit im 19. Arrondissement von Paris. Danach wurde er in 1.265 Packstücke zerlegt und mit einem Gesamtgewicht von 387.953 kg auf der Seine nach Le Havre gebracht. An Bord des Frachtseglers Emile Pereire erreichte er Port-de-France, das heutige Nouméa, am 15. November 1864.
Die Grundsteinlegung erfolgte am 18. Januar 1865 auf der Îlot Amédée, einem 400 m langen und 270 m breiten Eiland (französisch Îlot), etwa 12 Seemeilen (ca. 22 Kilometer) südlich von Nouméa. Unter der Leitung von Louis-Émile Bertin ist der Leuchtturm von Marineinfanteristen, Gefangenen und einheimischen Kanaken wieder aufgebaut und am 15. November 1865, dem Namenstag von Kaiserin Eugénie, in Betrieb genommen worden.
Der Phare des Roches-Douvres entstand nach den gleichen Plänen.

## Funktion
Der Phare Amédée bildet mit dem 1881 errichteten Unterfeuer eine Richtfeuerlinie von 50° durch die Passe de Boulari, eine von nur drei natürlichen Passagen durch das neukaledonische Barriereriff, die zum Hafen der Hauptstadt Nouméa führen.
Das Leuchtfeuer wurde zuerst mit einem Pflanzenölbrenner betrieben, ab 1952 mit einer Petroleumlampe und seit 1985 automatisiert mit Strom, der mittlerweile mit Solarzellen erzeugt wird. Bei einer Feuerhöhe von 56 m beträgt die Tragweite 24,5 Seemeilen. Als Kennung werden zwei weiße Blitze mit einer Wiederkehr von 15 Sekunden gezeigt.
Der auffällige weiße Leuchtturm auf der kleinen Koralleninsel ist die Sehenswürdigkeit Neukaledoniens. Von Nouméa aus werden Bootstouren zur Îlot Amédée mit Besichtigungen des Turms angeboten. Die Aussichtsplattform wird über eine gusseiserne Wendeltreppe mit 247 Stufen erreicht.